# 셸리 맨

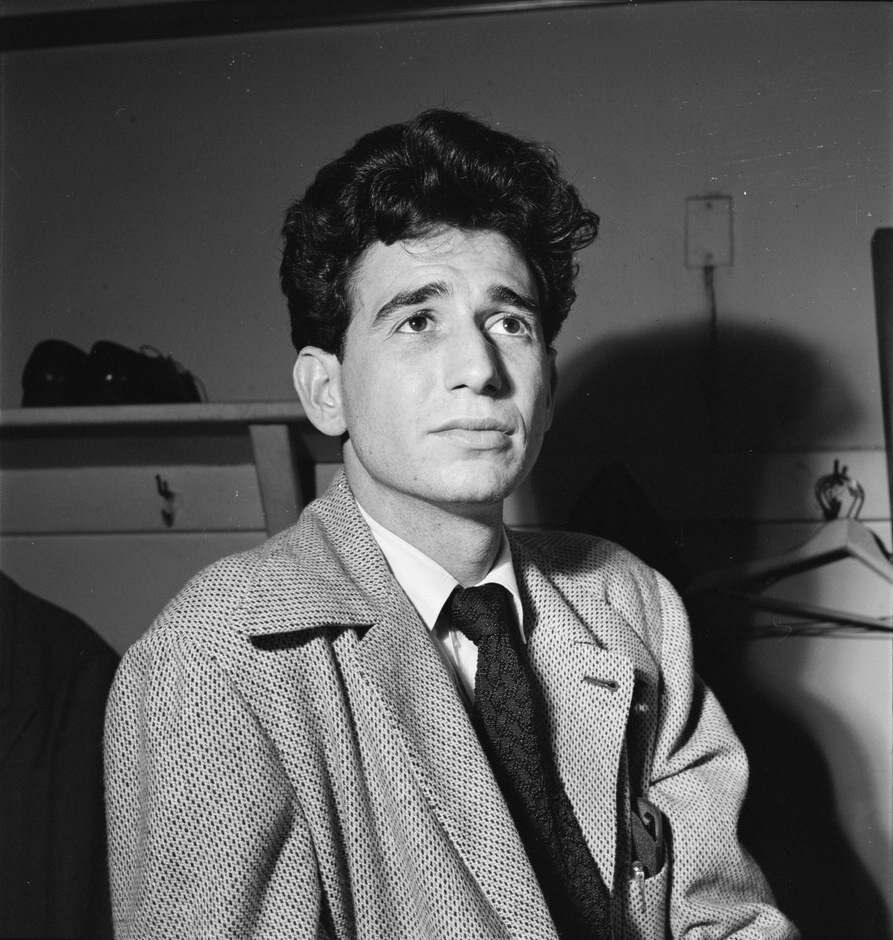
1946년

셸리 맨(Shelly Manne, 1920년 6월 11일 ~ 1984년 9월 26일)은 미국의 재즈 드러머이다.
웨스트 코스트파(派)의 중심인물의 한 사람으로서, 로스앤젤레스에서 '셸리스 맨 홀'이라는 재즈 클럽을 경영하였다. 스탠 켄턴, 우디 허먼 등을 거쳐 로스앤젤레스에 정착하여 스튜디오 뮤지션으로서 사운드트랙, TV음악에서도 활약하였다. 백인적이며 섬세하고 멜로디어스한 드러머라 하겠다.